# 孟察
孟察（?—?），五代十国邢州龙冈人，为邢州郡校。长子孟方立，为邢洺节度使，幼子孟迁，位至泽潞节度使，投降后梁。是孟道的父親，孟知祥的祖父。
934年，孟知祥在成都建立后蜀，他被尊為皇帝，廟號世祖，諡號孝景皇帝。